# 溺れるナイフ
『溺れるナイフ』（おぼれるナイフ）は、ジョージ朝倉による日本の漫画作品。『別冊フレンド』（講談社）にて、2004年11月号より2014年1月号まで休載を挟みながら連載された。単行本は全17巻。
中上健次の小説「火まつり」と、1985年の映画『火まつり』から作者が本作を着想した。
2016年3月時点での累計発行部数は150万部である。

## 年表
『別冊フレンド』にて2004年11月号より連載開始。2005年4月号まで掲載され、休載を経て同年9月号に再開。2006年2月号まで連載されるが休載、同年5月号より再開され、12月号まで掲載。2007年3月号から連載し、同年11月号から休載となったが、2009年2月号の掲載を経て、6月号より連載を再開。
2009年8月に発売された単行本第8巻の帯には荒木飛呂彦がコメントを寄せ、ジョージが「ジョジョ立ち」を意識して描いたという手描きのポップイラストが書店の店頭で展開された。
休載を挟んで2010年7月号より連載が再開。
同誌2012年4月号にはジョージの過去作『恋文日和』と本作のコラボエピソードが掲載。本作の江波と同級生の恋を描いた話となっている。同年5月号でもコラボし、本作の国広鈴香と教育実習生の話が描かれた。2012年7月に単行本第13巻と同時発売された『愛蔵版 恋文日和』の第1巻に江波の話、第2巻に鈴香の話がそれぞれ収録されている。
休載後、2012年6月号より1年2カ月ぶりに再開し、同年10月号まで連載。2013年1月号から再開し、2014年1月号で完結した。
2014年11月に発売された『創作人』VOL.3ではジョージの特集が組まれ、ギャラリーページでは本作の扉絵などが掲載。
2015年10月に本作の実写映画化が決定。その際にジョージは本作について「実写映像化できない様な漫画にしようと思って描いていた」と述べている。映画は2016年11月5日に公開された。
2020年9月25日に公開の映画『マティアス＆マキシム』と本作がコラボレートし、映画の人物を夏芽と航一郎に置き換えたイラストが描きおろされた。

## あらすじ
東京で雑誌モデルをしていた小学6年生の美少女望月夏芽は、ある日突然父の故郷である浮雲町（うきぐもちょう）に引っ越すことになる。東京から遠く離れた田舎町には刺激がなく、自分が欲する「何か」から遠ざかってしまったと落ち込む夏芽だったが、長谷川航一朗（コウ）に出会い、強烈に惹かれていく。

## 登場人物
望月 夏芽（もちづき なつめ）
長身でほっそりとした手足と綺麗な顔立ちの美少女。刺激的な「何か」を欲し、東京にいた頃はモデルの仕事もしていた。家は旅館「ひねもす屋」を経営。弟がいる。小学6年生のころに家庭の都合で浮雲町に引越し、そこでコウと出会い強烈に惹かれていく。目立つ外見や出身の違いからなかなか周囲に溶け込めなかったが、その「浮いた」雰囲気が有名カメラマン広能の目に留まり、写真集のオファーをうける。夏芽は「自分の力を試したい」との想いからオファーを受諾、中学生になった頃、その写真集をきっかけにコウとつきあうことになる。
CMや映画の出演も決まりすべてが順調だったのもつかの間、熱狂的なファン・蓮目による拉致と強姦未遂にあい、芸能活動を辞めざるを得なくなる。事件の際怪我をしており右耳が聞こえづらくなっているが、周囲には黙っている。事件をきっかけにコウとも破局し、心を閉ざしてしまった夏芽は学校でも居場所を失う。しかし、中学3年生になり、友人だった大友の告白をうけて付き合うようになってからは明るさを取り戻しはじめる。
それからは平凡で幸せな毎日を送っていたが、カメラマン広能との再会で、戻るつもりのなかった芸能界の高揚感を再び味わう。拉致事件のトラウマや現在の生活とのバランスに悩みながらも、ドラマ出演を決意し、再び芸能活動を始めた。
長谷川 航一朗（はせがわ こういちろう）
通称コウ、コウちゃん。地元の元大地主「長谷川家」の跡取り息子。姉がいる。家は「長谷川産業」を経営しており、山を一つ所有するほどの金持ちで、浮雲町の人間なら必ずなんらかの世話になっているため誰も頭が上がらない。コウはそんな長谷川家の本家の跡取りという大きなプレッシャーを背負っており、また、長谷川家の血筋で少しだけ霊感のようなものがあったことから、家族や周囲の大人から過剰に期待されたり、失望の眼差しを向けられる環境にあった。そのせいか、幼稚園の頃は非常に暴力的で荒れており、周囲から怖がられていた。しかし不思議な力を持つ曾祖母に数珠を授けられた頃から落ち着き、小学校では皆の輪の中心に立つ人物になる。小学6年生のころに夏芽と出会い、中学に上がり夏芽と付き合い始める。しかし拉致事件の際に夏芽を助けられず、その後破局。再び暴力的な性格が目立ちはじめ、夏芽はもちろん親友の大友とも疎遠となり、喫煙、後輩いびりなどの悪行を繰り返すようになる。
学校での成績は良くないようだが、第一志望校は偏差値70であること、実は読書家でカミュの『シーシュポスの神話』を読んでいる描写やあらゆる近現代の思想家の著書で埋め尽くされた自室の描写があることなどから、本来は知的な人物であることがうかがえる。また、公の場では、長谷川家の息子にふさわしい堂々として大人びた振る舞いを見せる。
家庭は複雑で、財産目当てで現れた先代の愛人の子・薫に疎まれている。町では「コウの母・冬美は舅である先代に孕ませられてコウを生んだ」と噂されている。冬美はそのせいで気が狂い、幼いコウの首を絞めているところを見つかって神さんの海に身を投げ、いまだに死体があがらないという。
大友 勝利（おおとも かつとし）
夏芽のクラスメイト。コウの元親友。おおらかで優しく明るい性格で、幼い頃、荒くれものだったコウにも臆せず近づき、親友となる。コウのことが大好きで、彼女になった夏芽のことが気に食わなかった。しかし、コウの素行が悪くなり始め、ある日大友の友人がリンチされた際、その場にいたコウが他人事のような顔をしていたことに失望し、交流がなくなる。
夏芽とは長いこと腐れ縁でお互い全く意識していなかったが、中3の夏休みから付き合い始める。夏芽のドラマ出演には賛成していなかったが、カメラの前で生き生きとしている姿を見て心が突き動かされ、芸能活動に臆している夏芽を後押しした。
幼い頃から地元の海で遊んでいたため、サーフィンが得意。兄が、昔は地元で有名な暴走族だったため、その筋の人からは「あの大友クンの弟か！」と言われる。現在は、夏芽に触発されて買ったギターの練習にあけくれている。
松永 カナ（まつなが カナ）
夏芽のクラスメイトで、浮雲町での夏芽の最初の友達。実家は喫茶店「こけもも」。地味で太めの体形とおどおどした性格で小さいころから周りにバカにされている。そのため周囲には隠していたが、ファッションや美容に興味があり、夏芽が転校してくる前から愛読雑誌『プラム』のモデルであった夏芽のファンだった。また、幼稚園のころからずっとコウが好きで、追い払われても側を離れなかったためコウに海に落とされたことがある。そんな「憧れの二人」が惹かれあっているのを知ると、「運命で結ばれたカップル」として神聖視するようになり、自分が付き合うよりも夏芽とコウが二人一緒にいるときの輝きを見ている方がいいと言っている。
拉致事件後、すれ違う2人をとりもとうとした行動が裏目に出て、それが夏芽たちの破局の直接のきっかけとなってしまう。大きくショックを受けるが、それをきっかけに「運命を変える決心の証」としてピアスを開け、大胆にイメチェン。クラスで孤立した夏芽と唯一仲良くしていたクラスメイトだったが、今でも自称「コウの信者」で、コウを救えるのは夏芽だけだと思っているため、夏芽が大友とつきあうことを知り激怒した。それ以来夏芽とあまり交流がない。
西条桜司（さいじょう おうじ）
コウの祖父の愛人の娘・西条薫の息子。コウの２歳年下で、一学年に転校してきた。暴力的だが、根は素直で単純な性格。母のことは大切にしており、マザコン呼ばわりされるほど。しかし、幼少時は施設に預けられて母と暮らしていなかった時期もあったようだ。当初はコウと敵対していたが、長谷川家の複雑な家庭環境に巻き込まれ、かつ非常に酷似した経験（母親に首を絞められる）をもっている者同士、お互いに同調し、やがてコウを「兄ぃ」と呼んで慕うようになる。コウの特別な存在だからか、夏芽のことは気に入らない。
西条薫（さいじょう かおる）
桜司の母。コウの祖父・故人上嶋修造の愛人の娘で、コウの母・冬美とは腹違いの姉妹にあたる。上嶋の葬式に現われ、コウの父親に取入って長谷川家に居座りはじめた。かわいらしい外見とは裏腹に非常にしたたかで、刑務所で服役中の夫をあっさり見捨てて長谷川家での地位を築こうとしている。コウにも媚をうるが、度が過ぎて「当主になったら手始めに殺してやる」と言われてしまう。その時は桜司に助けられたが、翌朝、コウの父親に寮つきの高校を提案するなど、コウを長谷川家から追い出す行動をとった際、桜司を捨てるような発言をしたところ本人に聞かれ、桜司からも見捨てられる。
広能晶吾（ひろのう しょうご）
一流カメラマン。スタジオで見かけた夏芽を気に入り、浮雲町で夏芽を撮った写真集『夏の足跡』を出版。夏芽を可愛がっており、映画出演の手助けなどもするが、夏芽の拉致事件をきっかけに全て水の泡となる。だがその後も夏芽にカメラをプレゼントしたり、文通で写真交換をするなど交流が続いていた。文通で夏芽が「彼氏（大友）が出来て世界一幸せ」と知らせると「別れさせて芸能界に連れ戻す！」と返信し、ドラマ出演の話を持って浮雲町にやってきた。本人には黙っているものの夏芽に稀有な才能を感じており、「今の流れはあのコにふさわしくない」と、同行した脚本家に語っている。
早瀬（はやせ）
小学6年生のころ夏芽たちと同じクラスだった。明るくお喋りだが、噂や陰口が好きで、少々無神経なところがある。中学に入った頃は夏芽と同じバスケ部で友達付き合いもしていたが、拉致事件後、心配するフリをして夏芽から事件の詳細を聞き出し、それを陰で噂話として楽しんでいたことがバレて、完全に縁が切れる。実は大友のことがずっと好きだった。
上原（うえはら）
コウの夏芽の次の彼女。コウより2歳年上で、他校（新開女子）生。短く切った髪の毛が特徴的で、明るくさっぱりした性格。カナのいとこのじゅりと仲がいい。コウに夢中だが、自分は本気で好かれてはいないと感じている。美人で気が強く優しい面もあり、どことなく夏芽に似ている。
じゅり
上原と同じ新開女子に通う、カナの二つ年上の従姉妹。長い髪にカールがかかった金髪で、コウからは「ライオンキング」と呼ばれ、服装も派手で口が悪くカナとは正反対だが、イトコだけあって顔は微妙に似ている。イメチェンをするまでカナのことを何かと馬鹿にしていた。
国広 鈴香（くにひろ すずか）
夏芽たちの中学からの同級生。化粧をしたり男子とグループ交際をしたりと、積極的でませている。コウにつきまとっており、当初は夏芽を敵視していたが、中学3年生の修学旅行をきっかけに夏芽とつるむようになる。
江波（えなみ）
鈴香グループの女子の1人。大友が好きで夏芽にもそれを伝えていたのに、大友と夏芽が付き合いだしたこと、それを夏芽が打ち明けてくれなかったことで付き合いがなくなる。
武田（たけだ）
中学3年生の夏芽たちのクラスメイト。外見に気を使わずオカルトマニアで浮いているが、本人は全く気にしていない。担任のはからいにより、同じくクラスで浮いていた夏芽とむりやり写真同好会を結成させられる。普段は分厚い眼鏡を掛けていて分かりにくいが、実はハーフで綺麗な顔立ちをしている。それに気づいた夏芽とカナにより修学旅行中にヘアメイクを施され、本人はファッションに興味がないのですぐ元に戻ってしまったが、それを見たまわりの女子が「私も武田さんみたいにプロデュースして！」と盛り上がり、結果、夏芽がクラスに馴染むきっかけとなった。
蓮目 匠（はすめ）
夏芽を拉致した男。逮捕時は27歳。監禁致傷罪により懲役3年。写真集『夏の足跡』が出版される前から夏芽の熱狂的なファンで、事件前からすでに夏芽のストーカーをしていた。ひねもす屋の客として夏芽に近づき、「おじいさんが倒れた」と夏芽を騙し連れ去った。しばしば夏芽の記憶に悪夢としてよぎる存在である。

## 舞台
浮雲町（うきぐもちょう）
東京から新幹線・在来線・バスを乗り継いで5時間の、海と山に囲まれた観光地。ヤーヤー餅という食べ物が名物。毎年夏に「喧嘩火付け祭り」という祭りが行われる。神主の取り決めにより昔は数え年13歳以上が参加とのことだったが、現在は変更され18歳以上だけが参加できるようになっている。住民は方言で会話しているが、これは、映画『仁義なき戦い』に出てくる広島弁と上方方言を取り混ぜた架空の方言とのこと。登場人物の名前に『仁義なき戦い』の登場人物の名前を捩った名前が見られる。映画版では菅田将暉が広島弁を喋る。
神さんの海
鳥居の立っている場所で、夕焼けがきれいに見えるスポット。立ち入ると海が荒れるなどと言われるが、コウは「この町は何でも俺の好きにしてええんじゃ」として自由に泳ぎまわり、小学生の頃はイセエビを獲ったりしていた。実は、コウの母が身を投げたとされている場所。夏芽はコウにこの海に突き落とされたことがあり、カナも過去に突き落とされたことがあった。桜司が母親に見捨てられた時にこの海に我知らず飛び込み、赤ん坊の頃に母親に首を絞められ殺されそうになった記憶を思い出した場所でもある。
月ノ明リ神社
山の中の小さな神社。浮雲町一帯で一番えらい醜女の神様が奉られている。喧嘩火付け祭りの際にお参りされる場所で、祭りの1か月前は女人禁制となるが、夏芽は2度入山してしまっている。コウのお気に入りの神社で、現在は、コウが普段自宅にいないときの寝起きする場所にもなっている。

## 著名人からの評価
ジョージと親交のある荒木飛呂彦は『ダ・ヴィンチ』（メディアファクトリー）2012年10月号にて、「『溺れるナイフ』は最高傑作」と本作を推薦するコメントを述べている。
Base Ball Bearの小出祐介は音楽制作において、本作のセリフに影響を受けているという。

## 書誌情報
- ジョージ朝倉 『溺れるナイフ』 講談社〈講談社コミックスフレンド B〉、全17巻
  1. 2005年3月10日発売[2]、ISBN 4-06-341418-3
  2. 2005年10月12日発売[6]、ISBN 4-06-341447-7
  3. 2006年4月13日発売[7]、ISBN 4-06-341468-X
  4. 2006年10月13日発売[8]、ISBN 4-06-341491-4
  5. 2007年2月13日発売[9]、ISBN 978-4-06-341511-7
  6. 2007年7月13日発売[10]、ISBN 978-4-06-341532-2
  7. 2007年12月13日発売[28]、ISBN 978-4-06-341552-0
  8. 2009年8月10日発売[13][12]、ISBN 978-4-06-341636-7
  9. 2010年1月13日発売[29][30]、ISBN 978-4-06-341688-6
  10. 2010年6月11日発売[14][31]、ISBN 978-4-06-341662-6
  11. 2010年11月12日発売[32][15]、ISBN 978-4-06-341714-2
  12. 2011年5月13日発売[33]、ISBN 978-4-06-341743-2
  13. 2012年7月13日発売[34][35]、ISBN 978-4-06-341810-1
  14. 2012年11月13日発売[20]、ISBN 978-4-06-341826-2
  15. 2013年5月13日発売[36][21]、ISBN 978-4-06-341858-3
  16. 2013年11月13日発売[37][38]、ISBN 978-4-06-341884-2
  17. 2014年02月13日発売[39]、ISBN 978-4-06-341901-6

## 映画
実写映画化作品が2016年11月5日に公開された。主演は小松菜奈、菅田将暉。監督は山戸結希。撮影は2015年9月と、11月の17日間。

### キャスト
- 望月夏芽 - 小松菜奈
- 長谷川航一朗（コウ） - 菅田将暉
- 大友勝利 - 重岡大毅（ジャニーズWEST）
- 松永カナ - 上白石萌音
- 広能晶吾 - 志磨遼平（ドレスコーズ）
- 夏芽の父 - 斉藤陽一郎
- 夏芽の母 - 市川美和子
- 夏芽の祖父 - ミッキー・カーチス
- 航一朗の祖父 - 堀内正美
- 蓮目匠 - 嶺豪一[41]

### スタッフ
- 監督 - 山戸結希
- 脚本 - 井土紀州、山戸結希
- 音楽 - 坂本秀一
- 主題歌 - ドレスコーズ「コミック・ジェネレイション」[50]
- 音楽プロデューサー - 菊地智敦
- 撮影 - 柴主高秀
- 照明 - 宮西孝明
- 録音 - 飴田秀彦
- 整音 - 山本タカアキ
- 音響効果 - 齋藤昌利
- 美術 - 三ツ松けいこ
- 衣装 - 伊賀大介
- VFXスーパーバイザー - オダイッセイ
- スタントコーディネーター - 出口正義
- ラボ - 東映ラボ・テック
- ロケ協力 - わかやまフィルムコミッション、熊野しんぐうフィルムコミッション、新宮市、田辺市、串本町、那智勝浦町　ほか
- 企画 - 瀬戸麻理子
- Coプロデューサー - 永田博康
- プロデューサー - 朴木浩美
- 企画協力 - 松竹撮影所
- 製作委員会メンバー - ギャガ、カルチュア・エンタテインメント

### 製作

#### 脚本
山戸結希監督は原作を「世界で最も好きなマンガ」と述べており、10年に渡って連載された単行本全17巻分を111分の映画にまとめた。「『溺れるナイフ』に関して、その中で描かれている感情でわからないものは一つもなかったので、どう凝縮するかということだけでした」と語っている。また「女性映画のクラシックは、21世紀に生まれるのだと思っているので、その先陣を切りたいです。そして、未来の女の子にバトンを渡したいです」と述べている。原作は小学生から30代までの長い物語だが、映画で描かれるのは中学3年から高校1年までのほぼ一年。

#### キャスティング
主演・ヒロインの夏芽を演じる小松菜奈は原作ファンが実写化するとしたらヒロインを演じるのは誰がいいかという投票で常に首位を獲得したという。

#### 撮影
舞台は架空の町・浮雲町で劇中、和歌山県と分かるセリフも和歌山の地名が書かれた建物等も映らないが、和歌山県新宮市を中心にオールロケ。学校の撮影はエンドロールに表記される和歌山県立新宮高校と新宮市立緑丘中学校と見られる。
小松菜奈は複雑な感情が入り乱れ、毎日泣きはらしていたという。「私はみんなより早めに入って撮影していましたが、日に日にどんどん顔が死んでいきました。今回の現場は過酷というか、言葉にできないような現場でした。だから菅田さんは現場でコウちゃんとして私を助けてくれたんです。共演者やスタッフさんに支えてもらえないと生きていけない状態だったから」と述べ、後から現場に入った菅田が支えたという。撮影の柴主高秀は、撮影中にあふれる感情を抑えきれず泣いていたという小松を見て「ファインダーをのぞきながら、彼女がいかにこの作品と格闘しているかを感じました。監督ばかりでなく、キャストも、スタッフも、全員格闘していました」とコメントしている。山戸監督も「去年の夏に夏芽として生きようともがいた小松菜奈さん、それに寄り添おうとする菅田将暉さん2人の姿が、傷つきながら輝こうとする夏芽とコウの心と二重写しになった作品だと気付きました。撮影の苦しいきらめきが青春の時間として焼き付いてくれました」と述べている。
後半、大友勝利（重岡大毅）が、母親の経営するスナックで夏芽に別れを告げられ、カラオケで吉幾三の「俺ら東京さ行ぐだ」を熱唱するシーンは、短く使われるのかと思ったらフルコーラスで使われビックリしたという。重岡と小松の二人芝居のシーンは意図的に長回しが用いられ、カットが変わるたびに台詞も変更されたという。
火祭りの夜に夏芽（小松）が宿泊客で夏芽のストーカー（嶺豪一）に騙され、車で連れ去られ、山中でレイプされそうになるが、コウ（菅田）が走って追いつく健脚。すぐに夏芽の父や仲間も現場に駆け付け助けられる。
宇多丸も指摘するように一年後の火祭りの夜の描写が、幻想なのか現実なのか分かりにくい。それまで一度も夏芽が気を失うシーンがないが、何度もここで気を失う。

### 作品の評価
実写映画は、原作のファン以外に、その役者のファンも納得させなければいけないが、その点において本作は、人気モデル・望月夏芽を演じる小松菜奈の圧倒的な可愛さを始め、メインキャスト4人、菅田将暉、上白石萌音、重岡大毅が、それぞれの当時の「最高到達点」とも言える演技だったのではないか、との評価もある。

### 映像メディア
DVD
- 溺れるナイフ DVDコレクターズ・エディション（ギャガ、2017年4月21日発売、GADS-1455）
- 溺れるナイフ DVDスタンダード・エディション（ギャガ、2017年4月21日発売、GADS-1456）

Blu-ray
- 溺れるナイフ Blu-rayコレクターズ・エディション（ギャガ、2017年4月21日発売、GABS-1454）

### 関連書籍
小説
- 小説 映画 溺れるナイフ（著：松田朱夏、講談社KK文庫、2016年10月6日発売、ISBN 978-4-06-199586-4）

## 受賞
漫画
- このマンガがすごい! オンナ編・17位（2010年度）

映画
- 第90回キネマ旬報ベスト・テン（2017年）
  - 新人女優賞（小松菜奈、『ディストラクション・ベイビーズ』『黒崎くんの言いなりになんてならない』『ヒーローマニア-生活-』と合わせて受賞）

- 第26回日本映画プロフェッショナル大賞
  - 新進女優賞（上白石萌音、『ちはやふる−上の句−』『ちはやふる−下の句−』と合わせて受賞）